# Snezhnyy Bay
Die Snezhnyy Bay (englisch; russisch Залив Снежный Saliw Sneschny, deutsch ‚Verschneite Bucht‘) ist eine verzweigte Bucht mit einer schmalen Einfahrt an der Ingrid-Christensen-Küste des ostantarktischen Prinzessin-Elisabeth-Lands. Sie liegt im nördlichen Teil der Vestfoldberge.
Luftaufnahmen entstanden bei der US-amerikanischen Operation Highjump (1946–1947) und durch Wissenschaftler einer sowjetischen Antarktisexpedition im Jahr 1956, die sie auch benannten, und bei Kampagnen der Australian National Antarctic Research Expeditions in den Jahren 1957 und 1958. Das Antarctic Names Committee of Australia übertrug die russische Benennung 1973 in einer transkribierten Teilübersetzung ins Englische.